# Goldzügelamazone
Die Goldzügelamazone (Amazona xantholora) ist eine Vogelart aus der Familie der Eigentlichen Papageien.

## Beschreibung
Die Goldzügelamazone (Amazona xantholora) ist neben der Rotspiegelamazone (A. agilis) und der Weißstirnamazone (A. albifrons) die kleinste Art aus der neotropischen Gattung der Amazonenpapageien (Amazona). Eine Besonderheit dieser drei Arten gegenüber den anderen Spezies der Gattung ist ihr ausgeprägter geschlechtlicher Gefiederdimorphismus. Zeigen doch die Männchen aller drei Arten auf den Handdecken rote Farbkennzeichen, die den Weibchen fehlen.
Die Körperlänge beträgt 26 cm. Das Gefieder ist überwiegend grün, die Deckfedern sind dunkel gesäumt. Stirn und Zügel sind gelb, der Oberkopf ist weiß, die Augenumrandung ist rot und der Ohrfleck ist dunkelgrün. Die äußeren Handschwingen sind blau, die inneren grün; die Armschwingen sind ebenfalls blau, die äußeren Handdecken sind rot. Die Schwanzfedern zeigen eine orangerote Basis.
Der Schnabel ist gelb, der nackte Augenring und die Zehen sind gräulich. Die Iris ist orangegelb.
Bei den Weibchen ist die Kopfplatte bläulichgrün und mit wenigen weißen Federn durchsetzt, die Zügel sind grüngelb und das Rot an der Augenregion ist geringer ausgedehnt.
Junge ähnlich wie Weibchen; iris gräulich: Junge Männchen besitzen bereits die roten Federn auf den äußeren Handdecken. Bei den Männchen aller drei Arten sind die Federn der äußeren Handdecken rot (bei A. albifrons und A. agilis auch die Federn der Daumenfittiche), bei den Weibchen sind diese Partien grün.

## Verbreitung
Yukatán-Halbinsel, Isla Cozumel (Tagesbesucher), äußerst SO-Mexiko und N-Belize und evtl. Isla Roatán (Isla de la Bahia)/Honduras. Das Vorkommen der Goldzügelamazone auf Isla Roatán ist nicht zweifelsfrei belegt. Der im Jahr 1947 gefangene Papagei – der einzige sichere Nachweis über das Vorkommen auf der Insel – könnte durchaus ein entkommener Käfigvogel oder auch ein durch einen Hurrikan verdriftetes Exemplar gewesen sein.

## Lebensraum
Die Art lebt in Regionen mit arider Busch- und Trockenwaldvegetation (Thornforest), trockenem Kiefern- und Mischwald und auch im lichten Regenwald der Tiefländer, generell in Höhen bis zu 300 m. Gruppen fliegen zeitweise in landwirtschaftliche Anbaugebiete ein und kommen auch an die Ränder von Siedlungsgebieten.

## Lebensweise
In vielen Teilen ihres Verbreitungsgebietes, besonders in den ariden Regionen, leben die Goldzügelamazonen nomadisch. Die größte Aktivitätsphase haben die Papageien am Morgen und dann wieder ab dem späten Nachmittag bis zum Abend. In kleinen Gruppen, oft bis zu 50 Exemplare, begeben sie sich auf Nahrungssuche. Nahrungsplätze, besonders die saisonalen, sind oft weit entfernt von den Schlafplätzen, so dass große Distanzflüge notwendig sind.
Samen und Früchte (in unterschiedlichen Reifestadien) von Bäumen, Palmen und Sträuchern bilden die wesentliche Nahrungsgrundlage. Belegt ist die Aufnahme der Samen von Acacia gaumeri, es wird auch über den Verzehr von Blatt- und Blütenknospen und von Blüten berichtet. In landwirtschaftlichen Anbauflächen fressen sie Mais und Zitrusfrüchte.
Die ca. 15 km von der Küste entfernte Isla Cozumel suchen die Papageien nur tagsüber zur Nahrungsaufnahme auf. Am späten Nachmittag fliegen die Goldzügelamazonen zum Festland zurück, um dort zu übernachten.
An Übernachtungsplätzen kommt es oft zu großen Ansammlungen. In der Zeit vor 1960 sind an solchen Schlafplätzen bis zu 1500 Papageien zusammengekommen, heutzutage generell weniger. Obwohl sich der Lebensraum der Goldzügelamazone mit dem der Schwesterart Weißstirnamazone überlappt, kommt es nur in seltenen Fällen zu einem Aufeinandertreffen. Außerdem sind Angaben über gemischte Schwärme kritisch zu bewerten, da beide Arten im Freiland nur sehr schwer voneinander zu unterscheiden sind.
Rufe, die überwiegend während des Fluges ausgestoßen werden und denen der Weißstirnamazone ähnlich sind, sind laut und schrill.

## Fortpflanzung
Ausfaulungen und von Spechten angelegte Aushöhlungen in Baumstämmen und -ästen dienen als Nistplatz. Fortpflanzungsbereite Papageien wurden im März beobachtet. In Belize fand man Nester mit Jungen im April und Mai.

## Haltung in menschlicher Obhut
Nur wenige Goldzügelamazonen befinden sich in Zuchtanlagen amerikanischer und europäischer Halter. Die erste Zucht gelang 1980 einem Schweizer Halter.
Die Gelege bestehen aus 4 bis 5 Eiern (Größe: 28,4–33,0 × 21,1–26,1 mm). Die Jungen schlüpfen nach einer Brutzeit von 26 Tagen. Die Dauer der Nestlingszeit beträgt etwa 50 Tage.

## Gefährdung und Status
Die Goldzügelamazone ist ein typischer Bewohner laubabwerfender Trockenwälder. Sie profitiert durch die Rodung der Regenwälder in ihrem südlichen Lebensraum. Im Osten und im Zentrum des Verbreitungsgebietes ist sie relativ häufig anzutreffen. Im Süden und im Westen kommt sie mehr sporadisch vor. Ihr Status in N-Belize wird, je nach Region und Jahreszeit, als selten bis häufig, bewertet.
Die Goldzügelamazone wird im Washingtoner Artenschutzabkommen in Anhang 2 gelistet.